# La Pequeña Compañía
La Pequeña Compañía fue un grupo de música español de las décadas de 1970 y 1980.

## Trayectoria
El embrión de La Pequeña Compañía se sitúa en La Compañía, un grupo de la primera mitad de la década de 1970, que adaptaba temas tradicionales españoles y del repertorio de zarzuela. Tras la disolución de La Compañía en 1976, uno de sus integrantes, Álvaro Nieto, se decidió a recrear una banda, reducida a cuatro miembros, que interpretase canciones melódicas conocidas en formato popurrí. Contó para ello con dos de las antiguas componentes de La Compañía, Araceli y Mamen, a las que se unieron Alberto Villa y Carlos Villa.
En 1978 publican su primer disco, Al final de la juerga, que incluía clásicos temas de fin de fiesta como La conga o Se va el caimán. En 1979 graban, ya con producción de Julio Seijas, Y al principio, boleros, que tuvo un enorme éxito tanto en España como en toda Latinoamérica, y en especial, y curiosamente, en las dos patrias del bolero, Cuba y México. En 1982 representan a España en el Festival de la OTI con la canción Ay, amor y se clasifican en segunda posición. Otros discos representativos son uno de copla española con arreglos actualizados y uno con Estela Raval, que fue solista del grupo argentino Los Cinco Latinos.
Hasta 1984 cosecharon importantes éxitos con discos que combinaban cumbia, cha-cha-cha, boleros y tangos. El año 1984 supuso un momento de inflexión en la carrera del grupo, pues desde ese momento se lanzaron a grabar composiciones originales. Sin embargo, el público no respaldó este giro y se produjo una pérdida de popularidad que precipitó la disolución del grupo.

## Discografía
- Al final de la juerga (1978)
- Y al principio, boleros (1978)
- Nuestra memoria (1979)
- Cha-cha-chás (1980)
- Nuestra Navidad (1980)
- De nuevo (1981)
- Tangos a media luz (1981)
- Tributo a mis amigos (1981)
- Tequila y ron (1982)
- Caja de música (1984)
- Tal como éramos (1986)
- Amor de contrabando (1987)
- Boleros (1988)